# Wydawnictwo FA-art
Wydawnictwo FA-art – polskie wydawnictwo z siedzibą w Katowicach  powstało w 1990 roku wraz z zarejestrowaniem ukazującego się początkowo poza cenzurą kwartalnika „FA-art”. Oprócz kwartalnika wydaje książki z zakresu literatury pięknej, krytyki i literaturoznawstwa, płyty muzyczne oraz współpracuje przy wydawaniu wortalu Witryna Czasopism.pl.
Wydawnictwo opublikowało około 40 książek autorów polskich i tłumaczeń m.in. Jacques Derrida, Jachym Topol, Christian Kracht, Katja Lange-Müller, Miłka Malzahn, Tomasz Gerszberg, Adam Kaczanowski, Grzegorz Wróblewski, Adam Ubertowski, Konrad Kęder, Piotr Czakański.